# ファウスト・チリアーノ
ファウスト・チリアーノ（Fausto Cigliano、 1937年2月15日 - 2022年2月17日）は、イタリア・ナポリ出身の歌手、俳優。

## 人物
- 俳優としては1957年の映画『Ragazzi della marina』でデビュー。その後、1959年のナポリ音楽祭でテディ・レーノの「サラ・キ・サ（SARRA CHI SA'　英語題Sarrà who knows?）」を歌って優勝。また、1959年から1964年にはサンレモ音楽祭にも挑戦、1964年にはジーン・ピットニーと組んでミーナ・マッツィーニもカヴァー・ヴァージョンを出した「もしも明日（E Se Domani）」を歌ったが選外となっている。
- 1963年製作のマカロニ・ウエスタン、『it:I Basilischi』（英：The Basilisks、日本未公開）の主題歌を歌ったことがあり、また1970年代には「Napule mia」「Nella mia città」「Ventata nova」「Scena muta」など多くの曲を作った。デビューから半世紀余、亡くなるまで現役歌手として活躍した。
- 日本では「チリアーノ」という表記がメインのため、タレントでギタリストのクロード・チアリと混同されるが別人である。なおチアリはフランス出身である。
- 2022年2月17日、イタリア・ローマにて死去[1]。 85歳没。

## 日本での活動
- 『特捜最前線』のエンディングテーマ「私だけの十字架」（1977年）が有名だが、この歌以前にもカンツォーネ歌手として来日（1966年）したことがある。
- 前述の『特捜最前線』では本人役で出演した事があり（第115話「チリアーノを歌う悪女!」1979年6月13日放映）、劇中で「私だけの十字架」を歌った。
- 山口百恵主演のTVドラマ『赤い迷路』の挿入歌「去り行く今」も歌っている。

## 私だけの十字架
- リリース　1977年6月1日
- レーベル　ポリドール
- 早坂絃子（はやさかいとこ、作曲家早坂文雄の娘）が1970年12月にリリースしたシングル「電話」のB面曲「あの人は」が原曲とされていたが、1969年5月にファースト・チリアーノ名義でフィリップスからリリースしたLP「アモーレ・ミオ／チリアーノ愛をうたう」（型番：FS-5033）に「あの人は」が既に収録されており、元々彼のレパートリー[2]と判明した。フィリップス盤は1968年12月録音。編曲者の記載はない。

| 全作曲: 木下忠司。 |                          |            |            |          |      |
| #                  | タイトル                 | 作詞       | 作曲・編曲 | 編曲     | 時間 |
| 1.                 | 「私だけの十字架」       | 尾中美千絵 | 木下忠司   | 青木望   | 4:43 |
| 2.                 | 「特捜最前線挿入テーマ」 |            | 木下忠司   | 木下忠司 | 5:37 |
| 合計時間:          | 合計時間:                | 合計時間:  | 合計時間:  | 10:20    |      |